# Día de la tradición (Sudáfrica)
El día de la tradición es una festividad que se celebra en Sudáfrica el 24 de septiembre, el cual es un feriado nacional allí. Este día a lo largo de todo Sudáfrica, los sudafricanos celebran la cultura, diversidad de sus creencias y tradiciones.

## Historia del día de la tradición antes de 1995
En KwaZulu-Natal, el Día de la Tradición era denominado Día de Shaka, en conmemoración del rey Zulú, Shaka. Shaka fue el rey Zulú que desempeñó un rol importante en lograr la unidad de los diversos clanes zulúes para formar una nación cohesionada. Todos los años el pueblo se reúne en la tumba del rey Shaka para homenajearlo. La propuesta de ley de Feriados Públicos presentada al nuevo Parlamento de Sudáfrica en 1995 no incluía al 24 de septiembre en la lista de feriados propuestos. Ello fue objetado por el Inkatha Freedom Party (IFP), un partido político sudafricano con una gran membresía de personas con raíces zulúes. El Parlamento y el IFP finalmente acordaron darle a la festividad el nombre actual y declarar este día feriado nacional.

...cuando los sudafricanos celebran la tradición de su diversidad cultural que conforma una "nación arco iris". Es el día de celebrar la contribución de todos los sudafricanos hacia la construcción de Sudáfrica(sic)
Lowry 21:1995

## Celebración del Día de la Tradición
Los sudafricanos celebran el Día de la Tradición recordando la tradición cultural de las numerosas culturas que conforman la población de Sudáfrica. Se organizan numerosos eventos en todo el país para conmemorar la fecha.
En la bahía Hout, se realiza un desfile militar y se recrea la batalla que se libró allí.
En el 2005, una campaña intentó "re-nombrar" el feriado como Día Nacional del Braai, en reconocimiento a la tradición gastronómica de Sudáfrica de organizar reuniones informales con barbacoas o braais.